# صقر مبقع الأجنحة
صقر مبقع الأجنحة (الاسم العلمي: Spiziapteryx circumcincta)، هو نوع من الطيور الجارحة من فصيلة الصقرية. وهو أصنوفة أحادية الطراز داخل جنس Spiziapteryx. يوجد في الأرجنتين وجنوب شرق بوليفيا وباراغواي وأوروغواي، موائلها الطبيعية هي الغابات الجافة شبه الاستوائية أو الاستوائية وأراضي الجنيبات الجافة الاستوائية أو شبه الاستوائيه.